# Deutsches Brauereimuseum

Le Deutsche Brauereimuseum ("Musée  allemande de la brasserie") est un ancien musée fondé en 1952 par une impulsion de la Hofbräuhaus. Le musée est situé à la St.-Jakobs-Platz à Munich, en Allemagne.
Il est le musée le plus connu de sa sorte en Allemagne. L'accent de l'exposition est l'évolution historique et technique du brassage. On y trouve des verres à bière et des chopes. La pièce d'exposition la plus vieille a 6 000 ans. 
À côté il y a aussi des modèles de brasseries et une microbrasserie complète,.
La collection du musée est dissoute, et une partie de ses objets est retournée aux propriétaires. L'autre est transferte au Bier- und Oktoberfestmuseum (Musée de la bière et de l'Oktoberfest) inauguré en 2005 en Sterneckerstrasse.